# Belgia na Zimowych Igrzyskach Olimpijskich 1994
Belgię na Zimowych Igrzyskach Olimpijskich 1994 reprezentowało 5 zawodników.

## Skład kadry

### Narciarstwo alpejskie
Kobiety
- Véronique Dugailly
  - Zjazd - nie ukończyła
  - Kombinacja - 23. miejsce

### Short track
Mężczyźni
- Stephan Huygen
  - 500 m - 26. miejsce

- Geert Blanchart
  - 1000 m - 31. miejsce

Kobiety
- Bea Pintens
  - 500 m - 27. miejsce
  - 1000 m - 19. miejsce

- Sofie Pintens
  - 500 m - 30. miejsce
  - 1000 m - 17. miejsce